# Maslovare (gmina Novi Grad)
Maslovare (cyr. Масловаре) – wieś w Bośni i Hercegowinie, w Republice Serbskiej, w gminie Novi Grad. W 2013 roku liczyła 284 mieszkańców.